# Max Mikorey (Mediziner)
Maximilian „Max“ Franz Mikorey (* 20. März 1899 in München; † 10. November 1977 in Furth (Oberhaching)) war ein deutscher Psychiater mit dem Schwerpunkt Forensische Psychiatrie, zuletzt tätig als außerplanmäßiger Professor der Ludwig-Maximilians-Universität München.

## Leben
Max Mikorey wurde als erstes von vier Kindern des Generalmusikdirektors Franz Mikorey (1873–1947) und Josefine Mikorey (1875–?, geborene Rath) geboren. Sein Bruder war der Bildhauer Franz Mikorey (1907–1986). Sein Großvater väterlicherseits war der bayerische Kammersänger Max Mikorey (1850–1907), sein Großvater mütterlicherseits war der königlich-bayerische Hofjuwelier Peter Rath (1846–1922).

### Ausbildung und Erster Weltkrieg
Kindheit und Jugend verbrachte Mikorey überwiegend in Dessau, wo der Vater von 1902 bis 1918 hauptamtlich am Hoftheater als Hofkapellmeister und Generalmusikdirektor tätig war. Ab 1908 besuchte er in Dessau das ehemalige Herzogliche Friedrichs-Gymnasium, wo er im März 1917 das Abitur machte. Danach meldete er sich als Kriegsfreiwilliger und wurde im Juni 1917 einberufen. Als Angehöriger des Königlich Bayerischen 4. Fußartillerie-Regiment kämpfte er an der Westfront. Im April 1919 wurde er aus der Armee entlassen und immatrikulierte sich für das Wintersemester an der Martin-Luther-Universität Halle-Wittenberg, wo er bis 1923 Philosophie und Medizin studierte. Mit bestandenem Physikum schrieb er sich zum Wintersemester in München an der medizinischen Fakultät der Ludwig-Maximilians-Universität (LMU) ein, wo er bis 1926 sein klinisches Studium absolvierte.

### Klinikjahre und Lehrtätigkeit bis 1945
Mit bestandener Ärztlicher Prüfung war er von August 1926 bis Juli 1927 als Medizinalassistent am Städtischen Krankenhaus München-Schwabing tätig. Im Juli 1928 promovierte er bei Hermann Kerschensteiner „über einen atypischen Fall metastatischer Wirbelkarzinose mit syringomyelieähnlichem Symptomenkomplex und ein Sarkom des extra duralen Raumes“.
Am 1. September 1928 begann Mikorey als unbezahlter Volontärassistent an der Psychiatrischen und Nervenklinik der LMU, die von Oswald Bumke geleitet wurde. Ab Dezember 1929 war er ärztliche Hilfskraft, ab 1930 außerordentlicher und ab August 1932 dann planmäßiger Assistent. Ab November 1933 dozierte er ehrenamtlich an der Staatsmedizinischen Akademie München. Die Ernennung zum Oberarzt erfolgte zum Oktober 1934. Als erster klinischer Oberarzt war er gleichzeitig Stellvertreter des Klinikdirektors und Ordinarius ohne Habilitation für Psychiatrie. Als Oberarzt Bumkes wurde er nicht mehr im Stationsdienst, sondern bis Anfang 1938 in der Poliklinik eingesetzt. Im Februar 1937 erhielt er vom Reichsministerium für Wissenschaft, Erziehung und Volksbildung einen Lehrauftrag für gerichtliche Psychiatrie an der juristischen Fakultät der LMU. Im Oktober 1939 erlangte er die Anerkennung zum Facharzt für Nerven- und Geisteskrankheiten.

„Max Mikorey nutzte insbesondere die Zeit als Oberarzt der Psychiatrischen Poliklinik von Oktober 1934 bis Februar 1938, um sich durch überregionale Beiträge zu rechtsphilosophischen Themen der Medizin und in den Grenzgebieten der Psychiatrie zu profilieren. Parallel setzte er sich in meist metaphysischen Kompositionen mit der psychophysiologischen Phänomenologie der Schizophrenie mit konsekutiver Ableitung von Therapieoptionen auseinander.“

Zum 1. Mai 1933 trat er in die NSDAP (Mitgliedsnummer 3.207.300) und am 21. Juli desselben Jahres in die Akademie für Deutsches Recht (ADR) ein, bei der er den Ausschuss für Rechtsphilosophie mitbegründete. Ebenfalls 1933 war er auch für einige Monate förderndes Mitglied der SS, wie auch sein Klinikleiter Oswald Bumke. Mitglied im Nationalsozialistischen Deutscher Ärztebund (NSDÄB) war er nie. Ab spätestens  1936 war er ehrenamtlicher Referent für die Deutsche Arbeitsfront (DAF). Im selben Jahr verfasste er den antisemitischen und verschwörungstheoretischen Aufsatz Das Judentum in der Kriminalpsychologie, wo er beispielsweise von „der politischen Auseinandersetzung zwischen Judentum und seinen europäischen Wirtsvölkern“ sprach.
Im September 1939 wurde Mikorey zur Wehrmacht einberufen. Dort war er einer von rund 60 Beratenden Psychiatern, im November 1940 vom Unterarzt zum Assistenzarzt mit Rangdienstalter vom 1. März 1934 befördert. Im September 1941 erhielt er den Dienstgrad Oberarzt. Am 1. Oktober 1942 wurde Mikorey zum Stabsarzt und im Dezember 1944 zum Oberstabsarzt befördert. Ebenfalls Ende 1944 erhielt er die Ernennung zum Beamten auf Lebenszeit am Klinikum Schwabing. Am 15. September 1944 hatte Max Mikorey im Generalgouvernement einen Vortrag "Die Bedeutung der Panik für den Krieg" gehalten, den auch Hans Frank gehört hat.
Am 27. März 1941 wurde Mikorey auf Antrag zum „Dr. med. habil.“ ernannt und erhielt somit die offizielle Lehrbefähigung. Dem Antrag legte er neben mehreren gehaltenen Vorträgen seinen „Beitrag zur Entwicklung der Convulsionstherapie“ als „Habilitationsschrift“ bei und bat um Berücksichtigung, dass er 1933 gleichzeitig mit dem Budapester Psychiater Ladislas J. Meduna, aber von diesem unabhängig, die Grundlagen für die Konvulsionstherapie ausgearbeitet und noch im Jahre 1933 öffentlich an der Staatsmedizinischen Akademie München vorgetragen habe. Sein Beitrag sei von L. v. Meduna in dessen Aufsatz „Die Convulsionstherapie der Schizophrenie. Rückblick und Ausblick“ ́in der Psychiatrisch-Neurologischen Wochenschrift gewürdigt worden. In seinem Antrag wurde er von Bumke und von Ernst Rüdin unterstützt. Bumke betonte, dass Mikorey „als einer der ersten“ die Krampfbehandlung der Schizophrenie „angeregt“ hätte. Er verwies darauf, dass die Anfertigung einer „größeren Schrift“ durch den Krieg bisher nicht möglich gewesen sei, und schlug vor, die vorgelegten Arbeiten anstelle einer Habilitationsschrift anzunehmen.
In seiner Dissertation über Mikorey stellt Andreas Michael Weidmann fest, dass jener Mitte der 1930er Jahre von den Konzepten der sogenannten Rassenhygieniker und Eugeniker seiner Zeit überzeugt gewesen sein müsse, auch wenn er nach Kriegsende seine Kritik anhand einer angeblich im Juli 1933 verfassten ablehnenden Denkschrift an den bayerischen Justizminister und Reichsjustizkommissar Hans Frank zum Gesetz zur Verhütung erbkranken Nachwuchses (GzVeN) betonte. Am 5. Oktober 1946, elf Tage vor seinem Tod, attestierte der zum Tode verurteilte Hans Frank eidesstattlich, die Denkschrift 1933 über das GzVeN erhalten und weitergeleitet zu haben. Belegbar ist eine dreizehn Jahre währende persönliche Verbindung zwischen Mikorey und Frank.

### Nachkriegszeit und Rehabilitation
Nach eigenen Angaben floh Mikorey aus sowjetischer Kriegsgefangenschaft; die Kriegsgefangenschaft ist jedoch nicht belegt. Anfang Juli 1946 tauchte er in Salzburg auf und meldete sich im August in München mit Wohnsitz an.
1943/44 waren Teile der Nervenklinik nach Haar (bei München), 1944 der Rest in das Bahnhotel in Tegernsee evakuiert worden. 1946 wurde der Betrieb aus Haar zurückgeholt, 1947 aus Tegernsee. Im Mai übernahm Georg Stertz (1878–1959) die Klinikleitung, ab September 1947 auch den Lehrstuhl des auf eigenen Wunsch emeritierten Bumke. Mikorey meldete sich unmittelbar nach seiner Rückkehr bei Stertz zum Dienstantritt. Dieser, selbst Nazi-Gegner und in der NS-Zeit zwangsemeritiert, lehnte eine Wiedereinstellung Mikoreys ab. Die Klinik machte eine Wiedereinstellung von der Vorlage eines Spruchkammerbescheides und der Zustimmung des LMU-Rektorats abhängig. Mikorey dozierte in dieser Zeit an der Evangelischen Akademie Tutzing und am Jesuitenkolleg und -provinzialat („Berchmanskolleg“) in Pullach.

Den Fragebogen im Rahmen der Entnazifizierung gab Mikorey vermutlich nie ab, dennoch stufte die militärbehördliche Spruchkammer ihn als „Mitläufer“ ein und verhängte nur eine Geldbuße. Der Sühnebescheid erging am 12. April. Mikorney wandte sich im Juli 1948 mit dem Bescheid und einer umfangreichen Rechtfertigungsschrift an das Bayerische Kultusministerium und schrieb 

„Solange ich von 1934 bis 1940 als Oberarzt der Nervenklinik München tätig war, habe ich alles, was in meiner Macht stand, getan, um in der Klinik jede aktivistische Wichtigtuerei zu unterdrücken und allen Ärzten und Angestellten ein Leben zu ermöglichen, das frei vom Druck durch den Zwang der Parteidoktrinen war. Allen Versuchen, die Klinik in einen nationalsozialistischen Musterbetrieb zu verwandeln, leistete ich erfolgreich Widerstand...“

In der Folge kam es zu einem Briefaustausch zwischen Ministerium und LMU-Rektorat. Das Ministerium kritisierte, dass der Rektor es im August 1946 versäumt habe, den Fragebogen im Auftrag der Militärregierung einzusammeln; da Mikorey nun als Mitläufer eingestuft sei, bestünde sein Dienstverhältnis fort. Das Rektorat wies den Vorwurf zurück. Während der 1945 durchgeführten hausinternen Überprüfung habe man Mikorey, zu diesem Zeitpunkt in Kriegsgefangenschaft, nicht befragen können. Dass er sich nicht um Abgabe des Fragebogens gekümmert hatte, sei dessen eigenes Dienstvergehen. Maßnahmen zur Entlassung des verbeamteten Mikorey wurden nicht eingeleitet; das Dienstverhältnis wurde schlussendlich durch Umschichtungen von Personalstellen fortgeführt. Am 1. Oktober 1948 wurde Mikorey vereidigt, ab dem 23. April 1949 erhielt er die Genehmigung, Stertz als Klinikdirektor zu vertreten.

### Zeit des deutschen „Wirtschaftswunders“
Auf Antrag von Stertz erfolgte 1952 die Ernennung zum außerplanmäßigen Professor für Psychiatrie der LMU. Neben Stertz befürworteten Ernst Kretschmer und Kurt Schneider die Ernennung. Heinrich Mitteis, ebenfalls ehemaliges Mitglied der ADR, der 1947 schon ein eidesstattliches Zeugnis für Mikoreys Rechtfertigungsschreiben abgegeben hatte, hatte Schneider dringlich um Unterstützung für seinen ́„lieben Freund Dr. Max Mikorey“ gebeten.

„Ähnlich wie schon im Rahmen der Habilitation mussten sich die Gutachter Mühe geben, das wissenschaftlich-publizistische Defizit Max Mikoreys herunterzuspielen“

Sein 1952 erschienenes Buch Phantome und Doppelgänger setzt sich mit dem Phänomen der Phantomschmerzen auseinander und betrachtet Phantomerscheinungen als Grundlage einer philosophischen Anthropologie. Im Mai 1953 wurde Mikorey zum Vertreter der Nicht-Ordinarien der LMU im Deutschen Hochschulverband gewählt, am 23. April 1956 auf eine echte Planstelle der Psychiatrischen Universitätsklinik besetzt. Als ehemaliger Beratender Psychiater der Wehrmacht referierte er mehrfach an der Sanitätstruppenschule des Heeres bzw. Sanitätsschule der Bundeswehr (heute Sanitätsakademie der Bundeswehr), vor dem Chef des Stabes des II. Korps in Ulm, an der Schule der Bundeswehr für Innere Führung in Köln, vor dem damaligen Führungsstab der Bundeswehr in Bonn, bei der Clausewitz-Gesellschaft in München, und vor der dortigen Gesellschaft für Wehrkunde (GfW). Für das Bundesministerium für Verteidigung (BMVg) war er 1958 als psychiatrischer Gutachter tätig. Er gehörte zudem der Schutzkommission für Katastrophenfälle im Bundesministerium des Innern an. Ab dem 23. März 1957 gehörte er dem Ärztekollegium des ADAC an und trug im Bereich Verkehrspsychologie vor. 1958 erneuerte das portugiesische Justizministerium eine wegen des Weltkriegs 1944 nicht wahrgenommene Einladung Edmund Mezgers (den Mikorney 1936 als seinen Lehrer bezeichnete) zur Eröffnung der Escola Prática de Ciências Criminais in Lissabon im Frühjahr 1959, und Mikorey referierte an der Universität Lissabon, der Universität Porto und der Universität Coimbra. Bis zum Wintersemester 1967/68 hielt er propädeutische psychiatrische Vorlesungen an der LMU. In zahlreichen außeruniversitären Vorträgen und Aufsätzen der 1950er und 1960er Jahre setzte er den Fokus auf psychiatrische Randgebiete. Erwähnenswert erscheint die Auseinandersetzung mit dem Älterwerden. So veröffentlichte er 1962 eine Schrift mit dem Titel „Der alte Mensch als Patient“ in der Fachzeitschrift Der Internist.
Max Mikorey hat von etwa Mitte der 1930er Jahre an bis zu seiner Emeritierung zum April 1964 behauptet, der Vordenker respektive der eigentliche Erfinder der Konvulsionstherapie der Schizophrenie gewesen zu sein.

### Familie
Mikorey heiratete im Alter von knapp 64 Jahren die 1922 geborene Neurologin Elisabeth Sidonie Roder. Die Ehe blieb kinderlos.

## Auszeichnungen
- Ehrenkreuz für Frontkämpfer, verliehen am 6. März 1935
- Kriegsverdienstkreuz II. Klasse, November 1943
- Ehrenmitgliedschaft der Portugiesischen Gesellschaft für Neurologie und Psychiatrie (Sociedade Portuguesa de Neurologia e Psiquiatria–SPPSM), 9. Mai 1959